# Abd al-Hamid ad-Dubajba
Abd al-Hamid ad-Dubajba (arab. ‏عبد الحميد الدبيبة‎, ur. 13 lutego 1958 w Misracie) – libijski przedsiębiorca i polityk. Premier Libii od 15 marca 2021, stojący na czele pierwszego od 2014 rządu całej Libii.

## Życiorys

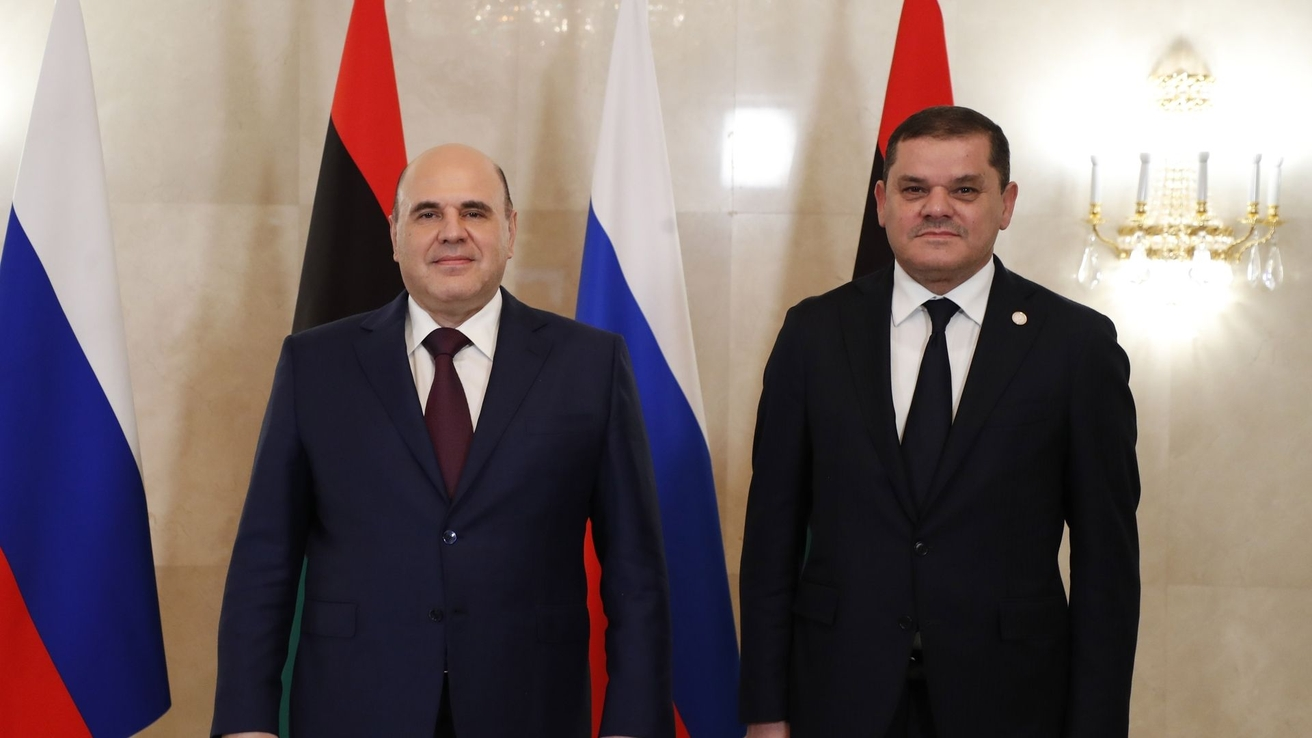
Ad-Dubajba i premier Rosji Michaił Miszustin, 15 kwietnia 2021

Abd al-Hamid ad-Dubajba urodził się w 1958 lub 1959 w Misracie. Ukończył inżynierię na University of Toronto. Po powrocie do Libii podjął działalność w branży budowlanej. W 2007 został szefem państwowego przedsiębiorstwa budowlanego Libyan Investment and Development Company. Po obaleniu reżimu Mu’ammara al-Kaddafiego w 2011 został menedżerem klubu piłkarskiego Al-Ittihad Trypolis. W 2020 powołał ugrupowanie Libia Przyszłości.
5 lutego 2021 odbywający się w Genewie pod auspicjami ONZ szczyt libijskich przywódców plemiennych i politycznych wybrał ad-Dubajbę na stanowisko premiera Libii. Ad-Dubajba został pierwszym szefem rządu całej Libii od 2014. Urząd objął 15 marca. Jego rząd ma działać do wyborów parlamentarnych i prezydenckich, zaplanowanych na grudzień 2021.

## Życie prywatne
Jest żonaty, ma sześcioro dzieci.